# 이고르 줄리우
이고르 줄리우 두스 산투스 지 파울루(포르투갈어: Igor Julio dos Santos de Paulo, 1998년 2월 7일 ~ )는 흔히 이고르 줄리우(포르투갈어: Igor Julio) 또는 줄여서 이고르(포르투갈어: Igor)로 알려져 있는 브라질의 축구 선수이다. 그의 포지션은 중앙 수비수로, 현재 잉글랜드 프리미어리그의 브라이턴 & 호브 앨비언에서 활약하고 있다.

## 클럽 경력
미나스제라이스주 봉 수세수에서 태어난 이고르는 포르투게자 산티스타에서 레드불 브라질 유소년 팀으로 옮겼다. 2016년 7월, U-20 팀에서 인상적인 활약을 펼친 후, 그는 해외로 건너가 오스트리아 분데스리가의 FC 레드불 잘츠부르크에 입단하였고, 처음에는 리저브 팀에 배정되었다.
2016년 7월 22일, 이고르는 1-0으로 이긴 SV 호른과의 오스트리아 2. 리가 홈경기에서 FC 리퍼링 소속으로 프로 데뷔전을 치렀다.
2017년 5월 26일, 이고르는 레드불 잘츠부르크 1군으로 승격되었고, 5월 28일, 그는 1-0으로 이긴 라인도르프 알타흐와의 홈경기에서 풀타임을 소화하며 1군 데뷔전을 치렀다. 하지만 주로 B팀에서 머물렀으며 2018년 1월 7일, 같은 1부 리그 클럽인 볼프스베르거 AC로 6월까지 임대되었다.
2018년 7월 2일, 이고르는 1부 리그의 FK 아우스트리아 빈으로 한 시즌 동안 임대되었다.
2019년 6월 26일, 이고르는 이탈리아 세리에 A의 SPAL과 2023년까지 계약을 맺고 이적하였다.
2020년 1월 31일, 이고르는 의무적으로 발동될 완전 영입 옵션과 함께 피오렌티나로 2년 임대 이적하였다.